# Uracanthus griseus
Uracanthus griseus là một loài bọ cánh cứng trong họ Cerambycidae.